# تیرانداز چپ‌دست
تیرانداز چپ‌دست (انگلیسی: The Left Handed Gun) فیلمی در ژانر زندگینامه‌ای و وسترن به کارگردانی آرتور پن است که در سال ۱۹۵۸ منتشر شد. از بازیگران آن می‌توان به پل نیومن، هرد هتفیلد، جیمز بست، دنور پیل، و نستور پایوا اشاره کرد.